# Eliminatórias da Copa do Mundo FIFA de 2014 - Repescagem intercontinental
A repescagem intercontinental das eliminatórias para a Copa do Mundo FIFA de 2014 foi realizada em novembro de 2013 e indicou as duas últimas vagas para o mundial no Brasil.

## Formato
Quatro equipes de quatro confederações (AFC, CONCACAF, CONMEBOL e OFC) foram emparelhadas em duas chaves no sorteio preliminar que ocorreu no Rio de Janeiro, Brasil, em 30 de julho de 2011. Foi a primeira vez que ocorreu um sorteio para determinar os confrontos da repescagem intercontinental, já que nas eliminatórias anteriores eram decididas pela FIFA de antemão.
Em cada chave, as duas equipes jogaram uma série de ida e volta. As duas vencedoras com o melhor placar agregado classificaram-se para a Copa do Mundo de 2014 no Brasil.

## Resultados

### AFC–CONMEBOL
Classificada como quinta colocada da Ásia, a Jordânia enfrentou o Uruguai, quinto colocado da CONMEBOL.
| Equipe 1 | Total | Equipe 2 | 1.º jogo | 2.º jogo |
| -------- | ----- | -------- | -------- | -------- |
| Jordânia | 0–5   | Uruguai  | 0–5      | 0–0      |

| 13 de novembro de 2013 | Jordânia | 0 – 5     | Uruguai                                                                  | Estádio Internacional de Amã, Amã              |
| 18:00 (UTC+3)          |          | Relatório | M. Pereira 22' · Stuani 42' · Lodeiro 70' · Rodríguez 78' · Cavani 90+1' | Público: 17 370 Árbitro: NOR Svein Oddvar Moen |

| 20 de novembro de 2013 | Uruguai | 0 – 0     | Jordânia | Estádio Centenário, Montevidéu              |
| 21:00 (UTC−2)          |         | Relatório |          | Público: 62 000 Árbitro: SWE Jonas Eriksson |

### CONCACAF–OFC
O México, equipe classificada como quarta colocada da CONCACAF, enfrentou a Nova Zelândia, equipe campeã da Oceania.
| Equipe 1 | Total | Equipe 2      | 1.º jogo | 2.º jogo |
| -------- | ----- | ------------- | -------- | -------- |
| México   | 9–3   | Nova Zelândia | 5–1      | 4–2      |

| 13 de novembro de 2013 | México                                                     | 5 – 1     | Nova Zelândia | Estádio Azteca, Cidade do México           |
| 14:30 (UTC−6)          | Aguilar 32' · Jiménez 40' · Peralta 48', 80' · Márquez 84' | Relatório | James 85'     | Público: 99 832 Árbitro: HUN Viktor Kassai |

| 20 de novembro de 2013 | Nova Zelândia                | 2 – 4     | México                           | Estádio Westpac, Wellington              |
| 19:00 (UTC+13)         | James 80' (pen) · Fallon 83' | Relatório | Peralta 14', 29', 33' · Peña 87' | Público: 35 206 Árbitro: GER Felix Brych |

## Artilharia
| 5 gols (1) - MEX Oribe Peralta 2 gols (1) - NZL Chris James 1 gol (10) - MEX Carlos Peña - MEX Paul Aguilar - MEX Rafael Márquez | 1 gol (continuação) - MEX Raúl Jiménez - NZL Rory Fallon - URU Christian Stuani - URU Cristian Rodríguez - URU Edinson Cavani - URU Maximiliano Pereira - URU Nicolás Lodeiro |